# 能美郡

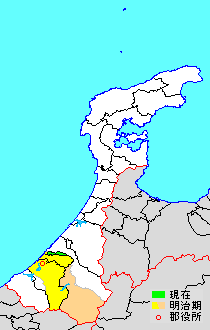
石川県能美郡の範囲（緑：川北町 薄黄：後に他郡に編入された区域）

- 令制国一覧 > 北陸道 > 加賀国 > 能美郡
- 日本 > 中部地方 > 石川県 > 能美郡

能美郡（のみぐん）は、石川県（加賀国）の郡。
人口6,011人、面積14.64km²、人口密度411人/km²。（2025年3月1日、推計人口）
以下の1町を含む。
- 川北町（かわきたまち）

## 郡域
1878年に行政区画として発足した当時の郡域は、上記1町のほか、下記の区域にあたる。
- 能美市
- 小松市大部分（額見町、月津町、矢田町、矢田野町、下粟津町、林町、戸津町、湯上町、上荒屋町、那谷町、菩提町、滝ヶ原町以西および湖東町の一部を除く）
- 白山市の一部（概ね手取川、尾添川以西）

## 歴史

### 古代から近世まで
- 弘仁14年6月4日（823年7月3日） - 江沼郡の北部が分立して発足[1]。
- 天正8年（1580年）- 柴田勝家により検地が行われ、白山麓十八ヶ村の内、尾添村・荒谷村を除く白山麓十六ヶ村は越前国大野郡に編入。
- 寛文8年8月16日（1668年9月22日） - 福井藩と加賀藩の間の白山を巡る権利争い（白山争論）の解決策として、福井藩領の越前国大野郡の白山麓十六ヶ村と、加賀藩領の本郡尾添村・荒谷村が幕府領となる。『加賀藩史料編外備考』など加賀藩側の史料では、この時をもって白山麓十八ヶ村がすべて加賀国本郡に編入したとしているが、江戸幕府が作成した「元禄郷帳」では「越前加賀白山麓」として、越前国郷帳の下に白山麓十八ヶ村が記載されており、白山麓を越前・加賀双方に所属させなかったとする見方もある。その後の「天保郷帳」では白山麓十六ヶ村は越前国大野郡に、尾添村・荒谷村は加賀国本郡に記載されており、第1次府県統合の頃まで白山麓十八ヶ村の内、尾添村・荒谷村のみが本郡に帰属していたと考えるのが一般的である[2]。

### 近代以降の沿革
- 「旧高旧領取調帳データベース」に記載されている明治初年時点での支配は以下の通り[注釈 1]。なお木村礎校訂「旧高旧領取調帳」では白山麓16村を本郡に所属するものとして扱っているが、白山麓16村が本郡に正式に帰属となったのは第1次府県統合の最中の明治5年11月17日の布達によってである[3]。《　》は同データベースでは左記の村に含まれていると見られる。（1町252村）[注釈 2]

| 知行   | 知行         | 村数      | 村名 |
| ------ | ------------ | --------- | --- |
| 幕府領 | 本保代官所   | 18村      | 尾添村、荒谷村、(以下白山麓16村：)牛首村、風嵐村、島村（現・白山市）、深瀬村、下田原村、鴇ヶ谷村、釜谷村、五味島村、女原村、二口村、瀬戸村、新保村、須納谷村、丸山村、小原村、杖村 |
| 藩領   | 加賀藩       | 1町 227村 | 小松町、向本折村、今江村、《串茶屋村》、木場村、吉竹村、浮柳村、符津村、《蓑輪地方》、矢崎村、津波倉村、小山田村、井口村、白山田村、中村、中峠村、荒谷村（現・小松市）、日用村、粟津村、三谷村、千木野村、蓮代寺村、牧口村、《西原村》、一針村、長野田村、《松梨村》、末信村、牛島村、大長野村、小杉村、千代村、野田村、荒屋村、平面村、小長野村、蛭川村、上小松村、園村、池城村、五国寺村、布橋村、西俣村、波佐羅村、江指村、松岡村、三ツ谷村、塩原村、金平村、沢村、尾小屋村、勘定村、岩上村、大野村、観音下村、白江村、金屋村、漆村、佐々木村、古浜村、国府村、小野村、埴田村、遊泉寺村、鵜川村、盲谷村、鍋谷村、坪野村、能美村、河田村、阿手村、数瀬村、野地村、杉森村、左礫村、渡津村、神子清水村、別宮村、別宮出村、三ツ瀬村、五十谷村、下野村、瀬木野村、広瀬村、上野村、河合村、仏師ヶ野村、河原山村、三ツ屋野村、西佐良村、上吉谷村、下吉谷村、釜清水村、相滝村、柳原村、二曲村、清水村、三坂村、若原村、大杉村、沖村、不動島村、《清六村》、打越村、若杉村、八幡村、犬丸村、北浅井村、小寺村、南浅井村、上牧村、鍛冶村、根上村、梯村、《御館村》、島田村、中野村、大島村、長崎村、《坊丸村》、下牧村、《鶴ヶ島村》、小島村、大領村、《大領中村》、須天村、安宅村、《安宅新村》、《草野村》、花坂村、本江村、瀬領村、赤瀬村、上リ江村、打木村、波佐谷村、長谷村、正蓮寺村、荒木田村、軽海村、下麦口村、上麦口村、原村、桂谷村、岩淵村、立明寺村、嵐村、宮竹村、《三ツ口村》、三反田村、宮竹新村、河原新保村、北市村、徳久村、火釜村、土室村、一ツ屋村、辰口村、来丸村、出口村、山田村、徳山村、下清水村、《上清水村》、田子島村、《与九郎島村、出合島村》、山田先出村、朝日村、久五郎島村、向川原村、倉重村、赤井村、湯屋村、橘村、橘新村、吉原村、福島村、《濁池村》、岩内村、金剛寺村、大口村、莇生村、灯台笹村、岩本村、和佐谷村、長滝村、高堂村、《高堂新村》、中庄村、二口村（現・能美市）、福岡村、中ノ江村、石子村、印内村、野村、重住村、浜開発村、高坂村、下ノ江村、湊村、東任田村、上開発村、吉光村、下粟生村、《舟場島村》、浜村、粟生村、寺井村、西任田村、五間堂村、秋常村、末寺村、三道山村、仏大寺村、和田村、上八里村、下八里村、和気村、湯谷村、寺畠村、館村、佐野村、下開発村、高座村、三ツ屋村、吉原釜屋村、山口釜屋村 |
| 藩領   | 加賀大聖寺藩 | 8村       | 串村、《村松村》、佐美村、《浜佐美村》、日末村、松崎村、島村、馬場村 |

- 明治2年
  - 6月17日（1869年7月25日） - 版籍奉還により加賀藩（通称）の正式名称が金沢藩となる。
  - 湊村が石川郡本吉町と合併して石川郡美川町となり、郡より離脱。旧・湊村を南郷、旧・本吉町を北郷と称する。
- 明治3年12月22日（1871年2月11日） - 幕府領が本保県の管轄となる。
- 明治4年
  - 7月14日（1871年8月29日） - 廃藩置県により、藩領が金沢県、大聖寺県の管轄となる。
  - 11月20日（1871年12月31日） - 第1次府県統合により、大聖寺県の管轄区域が金沢県、本保県の管轄区域(白山麓18村)が福井県の管轄となる。なお明治維新後に白山麓を巡る管轄争いが再発しており、金沢県と本保県の交渉により、白山麓18村の内、当時より本郡に所属していた尾添村、荒谷村が金沢県に編入されたとする資料も存在するが、太政官の指令では白山麓18村全域が福井県の管轄となっている[3]。
  - 12月20日（1872年1月29日） - 福井県が改称して足羽県となる。
  - 石川郡美川町の一部（南郷）が分立して湊村となり、本郡の所属となる。
- 明治5年
  - 2月2日（1872年3月10日） - 金沢県が改称して石川県となる。
  - 11月17日（1872年12月17日） - 足羽県管轄の白山麓18村が石川県へ移管となり、また越前国大野郡所属の白山麓16村が本郡に編入され、本郡全域が石川県の管轄となる[注釈 4]。
- 明治8年（1875年）（1町251村）
  - 古浜村・国府村が合併して古府村となる。
  - 二曲村・清水村が合併して出合村となる。
- 明治9年（1876年）（1町249村）
  - 牛首村・風嵐村が合併して白峰村となる。
  - 向川原村が朝日村に合併。
- 明治11年（1878年）12月17日 - 郡区町村編制法の石川県での施行により、行政区画としての能美郡が発足。郡役所を小松町に設置。
- 明治15年（1882年） - 荒谷村（現・小松市）が西荒谷村に、二口村（現・能美市）が西二口村に、島村（現・白山市）が桑島村にそれぞれ改称。
- 明治16年（1883年） - 荒谷村（現・白山市）が東荒谷村に、二口村（現・白山市）が東二口村にそれぞれ改称。
- 明治19年（1886年） - 安宅村が改称して安宅町となる。（2町248村）

### 町村制以降の沿革
- 明治22年（1889年）4月1日 - 町村制の施行により、以下の町村が発足。（2町42村）

- 小松町（単独町制。現・小松市）
- 安宅町（単独町制。現・小松市）
- 串村 ← 串村、串茶屋村、村松村（現・小松市）
- 末佐美村 ← 松崎村、日末村、佐美村、浜佐美村（現・小松市）
- 今江村（単独村制。現・小松市）
- 本折村 ← 向本折村、須天村（現・小松市）
- 浅井村 ← 千木野村、吉竹村、大領村、大領中村、南浅井村、清六村、北浅井村、不動島村（現・小松市）
- 蓮江村 ← 蓮代寺村、本江村、勘定村、三谷村（現・小松市）
- 牧村 ← 根上村（現・能美市）、坊丸村、長崎村、安宅新村、小島村、下牧村、上牧村、鶴ヶ島村、鍛冶村、中野村、浮柳村、草野村（現・小松市）
- 粟津村 ← 日用村、西荒谷村、牧口村、小山田村、粟津村、西原村、井口村、白山田村、馬場村（現・小松市）
- 木津村 ← 島村、符津村、矢崎村、蓑輪地方、木場村、津波倉村（現・小松市）
- 瀬谷村 ← 長谷村、波佐谷村、瀬領村、打木村、上リ江村、赤瀬村（現・小松市）
- 大杉村（単独村制。現・小松市）
- 別宮村 ← 別宮村、別宮出村、杉森村、相滝村、柳原村、五十谷村、野地村、渡津村、左礫村、三ツ瀬村、数瀬村、阿手村、神子清水村（現・白山市）
- 河野村 ← 広瀬村、瀬木野村、河合村、若原村、下野村、上野村、三坂村、出合村（現・白山市）
- 吉原村 ← 釜清水村、下吉谷村、上吉谷村、西佐良村、三ツ屋野村、河原山村、仏師ヶ野村（現・白山市）
- 金野村 ← 金平村、大野村、花坂村、正蓮寺村、五国寺村、江指村（現・小松市）
- 新丸村 ← 新保村、須納谷村、丸山村、小原村、杖村（現・小松市）
- 尾口村 ← 東二口村、女原村、瀬戸村、東荒谷村、五味島村、尾添村、釜谷村、鴇ヶ谷村、深瀬村（現・白山市）
- 白峰村 ← 白峰村、桑島村、下田原村（現・白山市）
- 中海村 ← 荒木田村、軽海村、岩淵村、上麦口村、下麦口村、桂谷村、原村、嵐村、中峠村、中村（現・小松市）
- 粟生村 ← 粟生村、三道山村、東任田村、吉光村、西任田村、赤井村（現・能美市）
- 湊村 ← 湊村（現・白山市）、吉原村（現・能美市）
- 久常村 ← 北市村、徳久村、上清水村、秋常村、末寺村、高座村、下清水村、河原新保村（現・能美市）
- 里川村 ← 下八里村、上八里村、盲谷村、鵜川村、遊泉寺村、立明寺村（現・小松市）、仏大寺村（現・能美市）
- 古河村 ← 古府村、埴田村、小野村、河田村（現・小松市）
- 国造村 ← 坪野村、金剛寺村、館村、鍋谷村、和気村、寺畠村（現・能美市）
- 高田村 ← 高堂村、高堂新村、野田村、荒屋村、長野田村（現・小松市）
- 田川村 ← 島田村、松梨村、犬丸村、蛭川村、御館村、梯村、大島村、平面村（現・小松市）
- 福江村 ← 中庄村、福岡村、西二口村、野村、中ノ江村、五間堂村（現・能美市）
- 江ノ島村 ← 福島村、濁池村、重住村、浜開発村、下ノ江村、高坂村、印内村（現・能美市）
- 釜屋村 ← 吉原釜屋村、山口釜屋村、浜村（現・能美市）
- 湯野村 ← 湯谷村、石子村、和田村、佐野村（現・能美市）
- 長野村 ← 牛島村、末信村、大長野村、小杉村、小長野村（現・能美市）
- 寺井村（単独村制。現・能美市）
- 中島村 ← 灯台笹村［藤蔵島］、三反田村、宮竹新村（現・川北町）
- 草深村 ← 土室村、山田先出村、一ツ屋村（現・川北町）
- 砂川村 ← 与九郎島村、出合島村、田子島村、舟場島村、橘村、朝日村、下粟生村、橘新村、久五郎島村（現・川北町）
- 西尾村 ← 塩原村、布橋村、沢村、三ツ谷村、松岡村、池城村、岩上村、尾小屋村、西俣村、観音下村、波佐羅村（現・小松市）
- 千針村 ← 能美村、千代村、一針村、金屋村（現・小松市）
- 白木村 ← 小寺村、園村、上小松村、佐々木村、白江村（現・小松市）
- 沖杉村 ← 打越村、若杉村、八幡村、漆村、沖村（現・小松市）
- 山口村 ← 山田村、三ツ屋村、辰口村、倉重村、出口村、上開発村、下開発村、湯屋村、徳山村、火釜村、来丸村（現・能美市）
- 宮内村 ← 和佐谷村、岩本村、灯台笹村［藤蔵島を除く］、宮竹村、大口村、岩内村、三ツ口村、長滝村、莇生村（現・能美市）

- 明治24年（1891年）
  - 7月1日 - 郡制を施行。
  - 11月21日（2町43村）

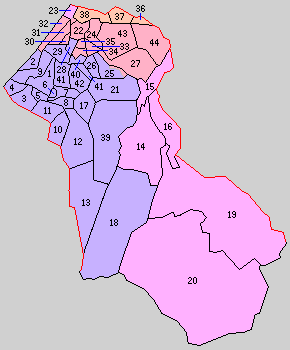
1.小松町 2.安宅町 3.串村 4.末佐美村 5.今江村 6.本折村 7.浅井村 8.蓮江村 9.牧村 10.粟津村 11.木津村 12.瀬谷村 13.大杉村 14.別宮村 15.河野村 16.吉原村 17.金野村 18.新丸村 19.尾口村 20.白峰村 21.中海村 22.粟生村 23.湊村 24.久常村 25.里川村 26.古河村 27.国造村 28.高田村 29.田川村 30.福江村 31.江ノ島村 32.釜屋村 33.湯野村 34.長野村 35.寺井村 36.中島村 37.草深村 38.砂川村 39.西尾村 40.千針村 41.白木村 42.沖杉村 43.山口村 44.宮内村（紫：小松市 桃：白山市 赤：能美市 橙：川北町）

    - 粟生村の一部（三道山・東任田・吉光・西任田・赤井）・湊村の一部（吉原）が分立して吉田村が発足。
    - 白木村の一部（佐々木）が沖杉村に編入。
    - 白木村の残部（小寺・園・上小松・白江）が改称して園江村となる。
    - 牧村の一部（根上）が江ノ島村に編入。
    - 砂川村の一部（出合島）が石川郡比楽島村に編入。
- 明治40年（1907年）8月5日 - 下記の各村の統合が行われる。いずれも新設合併。（2町23村）
  - 寺井野村 ← 湯野村、長野村、寺井村
  - 根上村 ← 福江村、江ノ島村、釜屋村
  - 御幸村 ← 串村、末佐美村、今江村
  - 苗代村 ← 本折村、浅井村、蓮江村
  - 粟津村 ← 木津村、粟津村
  - 大杉谷村 ← 瀬谷村、大杉村
  - 鳥越村 ← 別宮村、河野村、吉原村
  - 国府村 ← 里川村、古河村、国造村
  - 板津村 ← 高田村、田川村、千針村［能美・千代・一針］
  - 白江村 ← 千針村［金屋］、園江村、沖杉村
  - 川北村 ← 中島村、草深村、砂川村
  - 山上村 ← 山口村、宮内村
- 大正12年（1923年）4月1日 - 郡会が廃止。郡役所は存続。
- 大正15年（1926年）
  - 6月1日 - 寺井野村が町制施行して寺井野町となる。（3町22村）
  - 7月1日 - 郡役所が廃止。以降は地域区分名称となる。
- 昭和9年（1934年）4月1日 - 根上村が町制施行して根上町となる。 （4町21村）
- 昭和10年（1935年）時点での当郡の面積は871.98平方km、人口は106,862人（男52,246人・女54,616人）[注釈 5]。
- 昭和15年（1940年）12月1日 - 小松町・安宅町・牧村・板津村・白江村・苗代村・御幸村・粟津村が合併して小松市が発足し、郡より離脱。（2町15村）
- 昭和24年（1949年）6月1日 - 白峰村・尾口村・鳥越村の所属郡が石川郡に変更。（2町12村）
- 昭和29年（1954年）11月1日 -  湊村が石川郡美川町・蝶屋村と合併し、改めて石川郡美川町が発足。（2町11村）
- 昭和30年（1955年）4月1日 - 中海村が小松市に編入。（2町10村）
- 昭和31年（1956年）9月30日（3町1村） 
  - 寺井野町・粟生村および吉田村の一部（三道山・東任田・吉光）・久常村の一部（秋常・末寺・河原新保）が合併して寺井町が発足。
  - 山上村および久常村の残部（北市・徳久・上清水・高座・下清水）・国府村の一部（坪野・金剛寺・館・鍋谷・和気・寺畠・仏大寺）が合併して辰口町が発足。
  - 金野村・西尾村・新丸村・大杉谷村および国府村の残部（下八里・上八里・里川・鵜川・遊泉寺・立明寺・古府・埴田・小野・河田）が小松市に編入。
  - 吉田村の残部（西任田・赤井・吉原）が根上町に編入。
- 昭和55年（1980年）4月1日 - 川北村が町制施行して川北町となる。（4町）
- 平成17年（2005年）2月1日 - 根上町・寺井町・辰口町が合併して能美市が発足し、郡より離脱。（1町）

### 変遷表
| 所 属 郡 | 明治以前                  | 明治初年 - 明治3年         | 明治4年 - 明治5年                       | 明治6年 - 明治22年     | 明治22年 4月1日 町村制施行 | 明治22年 - 明治32年                   | 明治33年 - 明治45年         | 大正元年 - 昭和29年                  | 昭和30年 - 昭和64年          | 平成元年 - 現在       | 現在   |
| -------- | ------------------------- | -------------------------- | --------------------------------------- | ---------------------- | -------------------------- | ------------------------------------- | --------------------------- | ------------------------------------ | ---------------------------- | --------------------- | ------ |
| 能 美 郡 | 福島村                    | 福島村                     | 福島村                                  | 福島村                 | 江ノ島村                   | 江ノ島村                              | 明治40年8月5日 根上村       | 昭和9年4月1日 町制 根上町            | 根上町                       | 平成17年2月1日 能美市 | 能美市 |
| 能 美 郡 | 濁池村                    | 濁池村                     | 濁池村                                  | 濁池村                 | 江ノ島村                   | 江ノ島村                              | 明治40年8月5日 根上村       | 昭和9年4月1日 町制 根上町            | 根上町                       | 平成17年2月1日 能美市 | 能美市 |
| 能 美 郡 | 重住村                    | 重住村                     | 重住村                                  | 重住村                 | 江ノ島村                   | 江ノ島村                              | 明治40年8月5日 根上村       | 昭和9年4月1日 町制 根上町            | 根上町                       | 平成17年2月1日 能美市 | 能美市 |
| 能 美 郡 | 浜開発村                  | 浜開発村                   | 浜開発村                                | 浜開発村               | 江ノ島村                   | 江ノ島村                              | 明治40年8月5日 根上村       | 昭和9年4月1日 町制 根上町            | 根上町                       | 平成17年2月1日 能美市 | 能美市 |
| 能 美 郡 | 下ノ江村                  | 下ノ江村                   | 下ノ江村                                | 下ノ江村               | 江ノ島村                   | 江ノ島村                              | 明治40年8月5日 根上村       | 昭和9年4月1日 町制 根上町            | 根上町                       | 平成17年2月1日 能美市 | 能美市 |
| 能 美 郡 | 高坂村                    | 高坂村                     | 高坂村                                  | 高坂村                 | 江ノ島村                   | 江ノ島村                              | 明治40年8月5日 根上村       | 昭和9年4月1日 町制 根上町            | 根上町                       | 平成17年2月1日 能美市 | 能美市 |
| 能 美 郡 | 印内村                    | 印内村                     | 印内村                                  | 印内村                 | 江ノ島村                   | 江ノ島村                              | 明治40年8月5日 根上村       | 昭和9年4月1日 町制 根上町            | 根上町                       | 平成17年2月1日 能美市 | 能美市 |
| 能 美 郡 | 中庄村                    | 中庄村                     | 中庄村                                  | 中庄村                 | 福江村                     | 福江村                                | 明治40年8月5日 根上村       | 昭和9年4月1日 町制 根上町            | 根上町                       | 平成17年2月1日 能美市 | 能美市 |
| 能 美 郡 | 福岡村                    | 福岡村                     | 福岡村                                  | 福岡村                 | 福江村                     | 福江村                                | 明治40年8月5日 根上村       | 昭和9年4月1日 町制 根上町            | 根上町                       | 平成17年2月1日 能美市 | 能美市 |
| 能 美 郡 | 二口村                    | 二口村                     | 二口村                                  | 明治15年 改称 西二口村 | 福江村                     | 福江村                                | 明治40年8月5日 根上村       | 昭和9年4月1日 町制 根上町            | 根上町                       | 平成17年2月1日 能美市 | 能美市 |
| 能 美 郡 | 野村                      | 野村                       | 野村                                    | 野村                   | 福江村                     | 福江村                                | 明治40年8月5日 根上村       | 昭和9年4月1日 町制 根上町            | 根上町                       | 平成17年2月1日 能美市 | 能美市 |
| 能 美 郡 | 中ノ江村                  | 中ノ江村                   | 中ノ江村                                | 中ノ江村               | 福江村                     | 福江村                                | 明治40年8月5日 根上村       | 昭和9年4月1日 町制 根上町            | 根上町                       | 平成17年2月1日 能美市 | 能美市 |
| 能 美 郡 | 五間堂村                  | 五間堂村                   | 五間堂村                                | 五間堂村               | 福江村                     | 福江村                                | 明治40年8月5日 根上村       | 昭和9年4月1日 町制 根上町            | 根上町                       | 平成17年2月1日 能美市 | 能美市 |
| 能 美 郡 | 吉原釜屋村                | 吉原釜屋村                 | 吉原釜屋村                              | 吉原釜屋村             | 釜屋村                     | 釜屋村                                | 明治40年8月5日 根上村       | 昭和9年4月1日 町制 根上町            | 根上町                       | 平成17年2月1日 能美市 | 能美市 |
| 能 美 郡 | 山口釜屋村                | 山口釜屋村                 | 山口釜屋村                              | 山口釜屋村             | 釜屋村                     | 釜屋村                                | 明治40年8月5日 根上村       | 昭和9年4月1日 町制 根上町            | 根上町                       | 平成17年2月1日 能美市 | 能美市 |
| 能 美 郡 | 浜村                      | 浜村                       | 浜村                                    | 浜村                   | 釜屋村                     | 釜屋村                                | 明治40年8月5日 根上村       | 昭和9年4月1日 町制 根上町            | 根上町                       | 平成17年2月1日 能美市 | 能美市 |
| 能 美 郡 | 根上村                    | 根上村                     | 根上村                                  | 根上村                 | 牧村                       | 明治24年11月21日 江ノ島村に編入       | 明治40年8月5日 根上村       | 昭和9年4月1日 町制 根上町            | 根上町                       | 平成17年2月1日 能美市 | 能美市 |
| 能 美 郡 | 坊丸村                    | 坊丸村                     | 坊丸村                                  | 坊丸村                 | 牧村                       | 牧村                                  | 牧村                        | 昭和15年12月1日 小松市               | 小松市                       | 小松市                | 小松市 |
| 能 美 郡 | 長崎村                    | 長崎村                     | 長崎村                                  | 長崎村                 | 牧村                       | 牧村                                  | 牧村                        | 昭和15年12月1日 小松市               | 小松市                       | 小松市                | 小松市 |
| 能 美 郡 | 安宅新村                  | 安宅新村                   | 安宅新村                                | 安宅新村               | 牧村                       | 牧村                                  | 牧村                        | 昭和15年12月1日 小松市               | 小松市                       | 小松市                | 小松市 |
| 能 美 郡 | 小島村                    | 小島村                     | 小島村                                  | 小島村                 | 牧村                       | 牧村                                  | 牧村                        | 昭和15年12月1日 小松市               | 小松市                       | 小松市                | 小松市 |
| 能 美 郡 | 下牧村                    | 下牧村                     | 下牧村                                  | 下牧村                 | 牧村                       | 牧村                                  | 牧村                        | 昭和15年12月1日 小松市               | 小松市                       | 小松市                | 小松市 |
| 能 美 郡 | 上牧村                    | 上牧村                     | 上牧村                                  | 上牧村                 | 牧村                       | 牧村                                  | 牧村                        | 昭和15年12月1日 小松市               | 小松市                       | 小松市                | 小松市 |
| 能 美 郡 | 鶴ヶ島村                  | 鶴ヶ島村                   | 鶴ヶ島村                                | 鶴ヶ島村               | 牧村                       | 牧村                                  | 牧村                        | 昭和15年12月1日 小松市               | 小松市                       | 小松市                | 小松市 |
| 能 美 郡 | 鍛冶村                    | 鍛冶村                     | 鍛冶村                                  | 鍛冶村                 | 牧村                       | 牧村                                  | 牧村                        | 昭和15年12月1日 小松市               | 小松市                       | 小松市                | 小松市 |
| 能 美 郡 | 中野村                    | 中野村                     | 中野村                                  | 中野村                 | 牧村                       | 牧村                                  | 牧村                        | 昭和15年12月1日 小松市               | 小松市                       | 小松市                | 小松市 |
| 能 美 郡 | 浮柳村                    | 浮柳村                     | 浮柳村                                  | 浮柳村                 | 牧村                       | 牧村                                  | 牧村                        | 昭和15年12月1日 小松市               | 小松市                       | 小松市                | 小松市 |
| 能 美 郡 | 草野村                    | 草野村                     | 草野村                                  | 草野村                 | 牧村                       | 牧村                                  | 牧村                        | 昭和15年12月1日 小松市               | 小松市                       | 小松市                | 小松市 |
| 能 美 郡 | 小松町                    | 小松町                     | 小松町                                  | 小松町                 | 小松町                     | 小松町                                | 小松町                      | 昭和15年12月1日 小松市               | 小松市                       | 小松市                | 小松市 |
| 能 美 郡 | 安宅村                    | 安宅村                     | 安宅村                                  | 明治19年 改称 安宅町   | 安宅町                     | 安宅町                                | 安宅町                      | 昭和15年12月1日 小松市               | 小松市                       | 小松市                | 小松市 |
| 能 美 郡 | 串村                      | 串村                       | 串村                                    | 串村                   | 串村                       | 串村                                  | 明治40年8月5日 御幸村       | 昭和15年12月1日 小松市               | 小松市                       | 小松市                | 小松市 |
| 能 美 郡 | 串茶屋村                  | 串茶屋村                   | 串茶屋村                                | 串茶屋村               | 串村                       | 串村                                  | 明治40年8月5日 御幸村       | 昭和15年12月1日 小松市               | 小松市                       | 小松市                | 小松市 |
| 能 美 郡 | 村松村                    | 村松村                     | 村松村                                  | 村松村                 | 串村                       | 串村                                  | 明治40年8月5日 御幸村       | 昭和15年12月1日 小松市               | 小松市                       | 小松市                | 小松市 |
| 能 美 郡 | 松崎村                    | 松崎村                     | 松崎村                                  | 松崎村                 | 末佐美村                   | 末佐美村                              | 明治40年8月5日 御幸村       | 昭和15年12月1日 小松市               | 小松市                       | 小松市                | 小松市 |
| 能 美 郡 | 日末村                    | 日末村                     | 日末村                                  | 日末村                 | 末佐美村                   | 末佐美村                              | 明治40年8月5日 御幸村       | 昭和15年12月1日 小松市               | 小松市                       | 小松市                | 小松市 |
| 能 美 郡 | 佐美村                    | 佐美村                     | 佐美村                                  | 佐美村                 | 末佐美村                   | 末佐美村                              | 明治40年8月5日 御幸村       | 昭和15年12月1日 小松市               | 小松市                       | 小松市                | 小松市 |
| 能 美 郡 | 浜佐美村                  | 浜佐美村                   | 浜佐美村                                | 浜佐美村               | 末佐美村                   | 末佐美村                              | 明治40年8月5日 御幸村       | 昭和15年12月1日 小松市               | 小松市                       | 小松市                | 小松市 |
| 能 美 郡 | 今江村                    | 今江村                     | 今江村                                  | 今江村                 | 今江村                     | 今江村                                | 明治40年8月5日 御幸村       | 昭和15年12月1日 小松市               | 小松市                       | 小松市                | 小松市 |
| 能 美 郡 | 日用村                    | 日用村                     | 日用村                                  | 日用村                 | 粟津村                     | 粟津村                                | 明治40年8月5日 粟津村       | 昭和15年12月1日 小松市               | 小松市                       | 小松市                | 小松市 |
| 能 美 郡 | 荒谷村                    | 荒谷村                     | 荒谷村                                  | 明治15年 改称 西荒谷村 | 粟津村                     | 粟津村                                | 明治40年8月5日 粟津村       | 昭和15年12月1日 小松市               | 小松市                       | 小松市                | 小松市 |
| 能 美 郡 | 牧口村                    | 牧口村                     | 牧口村                                  | 牧口村                 | 粟津村                     | 粟津村                                | 明治40年8月5日 粟津村       | 昭和15年12月1日 小松市               | 小松市                       | 小松市                | 小松市 |
| 能 美 郡 | 小山田村                  | 小山田村                   | 小山田村                                | 小山田村               | 粟津村                     | 粟津村                                | 明治40年8月5日 粟津村       | 昭和15年12月1日 小松市               | 小松市                       | 小松市                | 小松市 |
| 能 美 郡 | 粟津村                    | 粟津村                     | 粟津村                                  | 粟津村                 | 粟津村                     | 粟津村                                | 明治40年8月5日 粟津村       | 昭和15年12月1日 小松市               | 小松市                       | 小松市                | 小松市 |
| 能 美 郡 | 西原村                    | 西原村                     | 西原村                                  | 西原村                 | 粟津村                     | 粟津村                                | 明治40年8月5日 粟津村       | 昭和15年12月1日 小松市               | 小松市                       | 小松市                | 小松市 |
| 能 美 郡 | 井口村                    | 井口村                     | 井口村                                  | 井口村                 | 粟津村                     | 粟津村                                | 明治40年8月5日 粟津村       | 昭和15年12月1日 小松市               | 小松市                       | 小松市                | 小松市 |
| 能 美 郡 | 白山田村                  | 白山田村                   | 白山田村                                | 白山田村               | 粟津村                     | 粟津村                                | 明治40年8月5日 粟津村       | 昭和15年12月1日 小松市               | 小松市                       | 小松市                | 小松市 |
| 能 美 郡 | 馬場村                    | 馬場村                     | 馬場村                                  | 馬場村                 | 粟津村                     | 粟津村                                | 明治40年8月5日 粟津村       | 昭和15年12月1日 小松市               | 小松市                       | 小松市                | 小松市 |
| 能 美 郡 | 島村                      | 島村                       | 島村                                    | 島村                   | 木津村                     | 木津村                                | 明治40年8月5日 粟津村       | 昭和15年12月1日 小松市               | 小松市                       | 小松市                | 小松市 |
| 能 美 郡 | 符津村                    | 符津村                     | 符津村                                  | 符津村                 | 木津村                     | 木津村                                | 明治40年8月5日 粟津村       | 昭和15年12月1日 小松市               | 小松市                       | 小松市                | 小松市 |
| 能 美 郡 | 矢崎村                    | 矢崎村                     | 矢崎村                                  | 矢崎村                 | 木津村                     | 木津村                                | 明治40年8月5日 粟津村       | 昭和15年12月1日 小松市               | 小松市                       | 小松市                | 小松市 |
| 能 美 郡 | 蓑輪地方                  | 蓑輪地方                   | 蓑輪地方                                | 蓑輪地方               | 木津村                     | 木津村                                | 明治40年8月5日 粟津村       | 昭和15年12月1日 小松市               | 小松市                       | 小松市                | 小松市 |
| 能 美 郡 | 木場村                    | 木場村                     | 木場村                                  | 木場村                 | 木津村                     | 木津村                                | 明治40年8月5日 粟津村       | 昭和15年12月1日 小松市               | 小松市                       | 小松市                | 小松市 |
| 能 美 郡 | 津波倉村                  | 津波倉村                   | 津波倉村                                | 津波倉村               | 木津村                     | 木津村                                | 明治40年8月5日 粟津村       | 昭和15年12月1日 小松市               | 小松市                       | 小松市                | 小松市 |
| 能 美 郡 | 向本折村                  | 向本折村                   | 向本折村                                | 向本折村               | 本折村                     | 本折村                                | 明治40年8月5日 苗代村       | 昭和15年12月1日 小松市               | 小松市                       | 小松市                | 小松市 |
| 能 美 郡 | 須天村                    | 須天村                     | 須天村                                  | 須天村                 | 本折村                     | 本折村                                | 明治40年8月5日 苗代村       | 昭和15年12月1日 小松市               | 小松市                       | 小松市                | 小松市 |
| 能 美 郡 | 千木野村                  | 千木野村                   | 千木野村                                | 千木野村               | 浅井村                     | 浅井村                                | 明治40年8月5日 苗代村       | 昭和15年12月1日 小松市               | 小松市                       | 小松市                | 小松市 |
| 能 美 郡 | 吉竹村                    | 吉竹村                     | 吉竹村                                  | 吉竹村                 | 浅井村                     | 浅井村                                | 明治40年8月5日 苗代村       | 昭和15年12月1日 小松市               | 小松市                       | 小松市                | 小松市 |
| 能 美 郡 | 大領村                    | 大領村                     | 大領村                                  | 大領村                 | 浅井村                     | 浅井村                                | 明治40年8月5日 苗代村       | 昭和15年12月1日 小松市               | 小松市                       | 小松市                | 小松市 |
| 能 美 郡 | 大領中村                  | 大領中村                   | 大領中村                                | 大領中村               | 浅井村                     | 浅井村                                | 明治40年8月5日 苗代村       | 昭和15年12月1日 小松市               | 小松市                       | 小松市                | 小松市 |
| 能 美 郡 | 南浅井村                  | 南浅井村                   | 南浅井村                                | 南浅井村               | 浅井村                     | 浅井村                                | 明治40年8月5日 苗代村       | 昭和15年12月1日 小松市               | 小松市                       | 小松市                | 小松市 |
| 能 美 郡 | 清六村                    | 清六村                     | 清六村                                  | 清六村                 | 浅井村                     | 浅井村                                | 明治40年8月5日 苗代村       | 昭和15年12月1日 小松市               | 小松市                       | 小松市                | 小松市 |
| 能 美 郡 | 北浅井村                  | 北浅井村                   | 北浅井村                                | 北浅井村               | 浅井村                     | 浅井村                                | 明治40年8月5日 苗代村       | 昭和15年12月1日 小松市               | 小松市                       | 小松市                | 小松市 |
| 能 美 郡 | 不動島村                  | 不動島村                   | 不動島村                                | 不動島村               | 浅井村                     | 浅井村                                | 明治40年8月5日 苗代村       | 昭和15年12月1日 小松市               | 小松市                       | 小松市                | 小松市 |
| 能 美 郡 | 蓮代寺村                  | 蓮代寺村                   | 蓮代寺村                                | 蓮代寺村               | 蓮江村                     | 蓮江村                                | 明治40年8月5日 苗代村       | 昭和15年12月1日 小松市               | 小松市                       | 小松市                | 小松市 |
| 能 美 郡 | 本江村                    | 本江村                     | 本江村                                  | 本江村                 | 蓮江村                     | 蓮江村                                | 明治40年8月5日 苗代村       | 昭和15年12月1日 小松市               | 小松市                       | 小松市                | 小松市 |
| 能 美 郡 | 勘定村                    | 勘定村                     | 勘定村                                  | 勘定村                 | 蓮江村                     | 蓮江村                                | 明治40年8月5日 苗代村       | 昭和15年12月1日 小松市               | 小松市                       | 小松市                | 小松市 |
| 能 美 郡 | 三谷村                    | 三谷村                     | 三谷村                                  | 三谷村                 | 蓮江村                     | 蓮江村                                | 明治40年8月5日 苗代村       | 昭和15年12月1日 小松市               | 小松市                       | 小松市                | 小松市 |
| 能 美 郡 | 小寺村                    | 小寺村                     | 小寺村                                  | 小寺村                 | 白木村                     | 明治24年11月21日 改称 園江村          | 明治40年8月5日 白江村       | 昭和15年12月1日 小松市               | 小松市                       | 小松市                | 小松市 |
| 能 美 郡 | 園村                      | 園村                       | 園村                                    | 園村                   | 白木村                     | 明治24年11月21日 改称 園江村          | 明治40年8月5日 白江村       | 昭和15年12月1日 小松市               | 小松市                       | 小松市                | 小松市 |
| 能 美 郡 | 上小松村                  | 上小松村                   | 上小松村                                | 上小松村               | 白木村                     | 明治24年11月21日 改称 園江村          | 明治40年8月5日 白江村       | 昭和15年12月1日 小松市               | 小松市                       | 小松市                | 小松市 |
| 能 美 郡 | 白江村                    | 白江村                     | 白江村                                  | 白江村                 | 白木村                     | 明治24年11月21日 改称 園江村          | 明治40年8月5日 白江村       | 昭和15年12月1日 小松市               | 小松市                       | 小松市                | 小松市 |
| 能 美 郡 | 佐々木村                  | 佐々木村                   | 佐々木村                                | 佐々木村               | 白木村                     | 明治24年12月18日 沖杉村に編入         | 明治40年8月5日 白江村       | 昭和15年12月1日 小松市               | 小松市                       | 小松市                | 小松市 |
| 能 美 郡 | 打越村                    | 打越村                     | 打越村                                  | 打越村                 | 沖杉村                     | 沖杉村                                | 明治40年8月5日 白江村       | 昭和15年12月1日 小松市               | 小松市                       | 小松市                | 小松市 |
| 能 美 郡 | 若杉村                    | 若杉村                     | 若杉村                                  | 若杉村                 | 沖杉村                     | 沖杉村                                | 明治40年8月5日 白江村       | 昭和15年12月1日 小松市               | 小松市                       | 小松市                | 小松市 |
| 能 美 郡 | 八幡村                    | 八幡村                     | 八幡村                                  | 八幡村                 | 沖杉村                     | 沖杉村                                | 明治40年8月5日 白江村       | 昭和15年12月1日 小松市               | 小松市                       | 小松市                | 小松市 |
| 能 美 郡 | 漆村                      | 漆村                       | 漆村                                    | 漆村                   | 沖杉村                     | 沖杉村                                | 明治40年8月5日 白江村       | 昭和15年12月1日 小松市               | 小松市                       | 小松市                | 小松市 |
| 能 美 郡 | 沖村                      | 沖村                       | 沖村                                    | 沖村                   | 沖杉村                     | 沖杉村                                | 明治40年8月5日 白江村       | 昭和15年12月1日 小松市               | 小松市                       | 小松市                | 小松市 |
| 能 美 郡 | 金屋村                    | 金屋村                     | 金屋村                                  | 金屋村                 | 千針村                     | 千針村                                | 明治40年8月5日 白江村       | 昭和15年12月1日 小松市               | 小松市                       | 小松市                | 小松市 |
| 能 美 郡 | 能美村                    | 能美村                     | 能美村                                  | 能美村                 | 千針村                     | 千針村                                | 明治40年8月5日 板津村       | 昭和15年12月1日 小松市               | 小松市                       | 小松市                | 小松市 |
| 能 美 郡 | 千代村                    | 千代村                     | 千代村                                  | 千代村                 | 千針村                     | 千針村                                | 明治40年8月5日 板津村       | 昭和15年12月1日 小松市               | 小松市                       | 小松市                | 小松市 |
| 能 美 郡 | 一針村                    | 一針村                     | 一針村                                  | 一針村                 | 千針村                     | 千針村                                | 明治40年8月5日 板津村       | 昭和15年12月1日 小松市               | 小松市                       | 小松市                | 小松市 |
| 能 美 郡 | 高堂村                    | 高堂村                     | 高堂村                                  | 高堂村                 | 高田村                     | 高田村                                | 明治40年8月5日 板津村       | 昭和15年12月1日 小松市               | 小松市                       | 小松市                | 小松市 |
| 能 美 郡 | 高堂新村                  | 高堂新村                   | 高堂新村                                | 高堂新村               | 高田村                     | 高田村                                | 明治40年8月5日 板津村       | 昭和15年12月1日 小松市               | 小松市                       | 小松市                | 小松市 |
| 能 美 郡 | 野田村                    | 野田村                     | 野田村                                  | 野田村                 | 高田村                     | 高田村                                | 明治40年8月5日 板津村       | 昭和15年12月1日 小松市               | 小松市                       | 小松市                | 小松市 |
| 能 美 郡 | 荒屋村                    | 荒屋村                     | 荒屋村                                  | 荒屋村                 | 高田村                     | 高田村                                | 明治40年8月5日 板津村       | 昭和15年12月1日 小松市               | 小松市                       | 小松市                | 小松市 |
| 能 美 郡 | 長野田村                  | 長野田村                   | 長野田村                                | 長野田村               | 高田村                     | 高田村                                | 明治40年8月5日 板津村       | 昭和15年12月1日 小松市               | 小松市                       | 小松市                | 小松市 |
| 能 美 郡 | 島田村                    | 島田村                     | 島田村                                  | 島田村                 | 田川村                     | 田川村                                | 明治40年8月5日 板津村       | 昭和15年12月1日 小松市               | 小松市                       | 小松市                | 小松市 |
| 能 美 郡 | 松梨村                    | 松梨村                     | 松梨村                                  | 松梨村                 | 田川村                     | 田川村                                | 明治40年8月5日 板津村       | 昭和15年12月1日 小松市               | 小松市                       | 小松市                | 小松市 |
| 能 美 郡 | 犬丸村                    | 犬丸村                     | 犬丸村                                  | 犬丸村                 | 田川村                     | 田川村                                | 明治40年8月5日 板津村       | 昭和15年12月1日 小松市               | 小松市                       | 小松市                | 小松市 |
| 能 美 郡 | 蛭川村                    | 蛭川村                     | 蛭川村                                  | 蛭川村                 | 田川村                     | 田川村                                | 明治40年8月5日 板津村       | 昭和15年12月1日 小松市               | 小松市                       | 小松市                | 小松市 |
| 能 美 郡 | 御館村                    | 御館村                     | 御館村                                  | 御館村                 | 田川村                     | 田川村                                | 明治40年8月5日 板津村       | 昭和15年12月1日 小松市               | 小松市                       | 小松市                | 小松市 |
| 能 美 郡 | 梯村                      | 梯村                       | 梯村                                    | 梯村                   | 田川村                     | 田川村                                | 明治40年8月5日 板津村       | 昭和15年12月1日 小松市               | 小松市                       | 小松市                | 小松市 |
| 能 美 郡 | 大島村                    | 大島村                     | 大島村                                  | 大島村                 | 田川村                     | 田川村                                | 明治40年8月5日 板津村       | 昭和15年12月1日 小松市               | 小松市                       | 小松市                | 小松市 |
| 能 美 郡 | 平面村                    | 平面村                     | 平面村                                  | 平面村                 | 田川村                     | 田川村                                | 明治40年8月5日 板津村       | 昭和15年12月1日 小松市               | 小松市                       | 小松市                | 小松市 |
| 能 美 郡 | 荒木田村                  | 荒木田村                   | 荒木田村                                | 荒木田村               | 中海村                     | 中海村                                | 中海村                      | 中海村                               | 昭和30年4月1日 小松市に編入  | 小松市                | 小松市 |
| 能 美 郡 | 軽海村                    | 軽海村                     | 軽海村                                  | 軽海村                 | 中海村                     | 中海村                                | 中海村                      | 中海村                               | 昭和30年4月1日 小松市に編入  | 小松市                | 小松市 |
| 能 美 郡 | 岩淵村                    | 岩淵村                     | 岩淵村                                  | 岩淵村                 | 中海村                     | 中海村                                | 中海村                      | 中海村                               | 昭和30年4月1日 小松市に編入  | 小松市                | 小松市 |
| 能 美 郡 | 上麦口村                  | 上麦口村                   | 上麦口村                                | 上麦口村               | 中海村                     | 中海村                                | 中海村                      | 中海村                               | 昭和30年4月1日 小松市に編入  | 小松市                | 小松市 |
| 能 美 郡 | 下麦口村                  | 下麦口村                   | 下麦口村                                | 下麦口村               | 中海村                     | 中海村                                | 中海村                      | 中海村                               | 昭和30年4月1日 小松市に編入  | 小松市                | 小松市 |
| 能 美 郡 | 桂谷村                    | 桂谷村                     | 桂谷村                                  | 桂谷村                 | 中海村                     | 中海村                                | 中海村                      | 中海村                               | 昭和30年4月1日 小松市に編入  | 小松市                | 小松市 |
| 能 美 郡 | 原村                      | 原村                       | 原村                                    | 原村                   | 中海村                     | 中海村                                | 中海村                      | 中海村                               | 昭和30年4月1日 小松市に編入  | 小松市                | 小松市 |
| 能 美 郡 | 嵐村                      | 嵐村                       | 嵐村                                    | 嵐村                   | 中海村                     | 中海村                                | 中海村                      | 中海村                               | 昭和30年4月1日 小松市に編入  | 小松市                | 小松市 |
| 能 美 郡 | 中峠村                    | 中峠村                     | 中峠村                                  | 中峠村                 | 中海村                     | 中海村                                | 中海村                      | 中海村                               | 昭和30年4月1日 小松市に編入  | 小松市                | 小松市 |
| 能 美 郡 | 中村                      | 中村                       | 中村                                    | 中村                   | 中海村                     | 中海村                                | 中海村                      | 中海村                               | 昭和30年4月1日 小松市に編入  | 小松市                | 小松市 |
| 大 野 郡 | 新保村                    | 新保村                     | 明治5年11月17日 所属変更 能美郡新保村   | 新保村                 | 新丸村                     | 新丸村                                | 新丸村                      | 新丸村                               | 昭和31年9月30日 小松市に編入 | 小松市                | 小松市 |
| 大 野 郡 | 須納谷村                  | 須納谷村                   | 明治5年11月17日 所属変更 能美郡須納谷村 | 須納谷村               | 新丸村                     | 新丸村                                | 新丸村                      | 新丸村                               | 昭和31年9月30日 小松市に編入 | 小松市                | 小松市 |
| 大 野 郡 | 丸山村                    | 丸山村                     | 明治5年11月17日 所属変更 能美郡丸山村   | 丸山村                 | 新丸村                     | 新丸村                                | 新丸村                      | 新丸村                               | 昭和31年9月30日 小松市に編入 | 小松市                | 小松市 |
| 大 野 郡 | 小原村                    | 小原村                     | 明治5年11月17日 所属変更 能美郡小原村   | 小原村                 | 新丸村                     | 新丸村                                | 新丸村                      | 新丸村                               | 昭和31年9月30日 小松市に編入 | 小松市                | 小松市 |
| 大 野 郡 | 杖村                      | 杖村                       | 明治5年11月17日 所属変更 能美郡杖村     | 杖村                   | 新丸村                     | 新丸村                                | 新丸村                      | 新丸村                               | 昭和31年9月30日 小松市に編入 | 小松市                | 小松市 |
| 能 美 郡 | 塩原村                    | 塩原村                     | 塩原村                                  | 塩原村                 | 西尾村                     | 西尾村                                | 西尾村                      | 西尾村                               | 昭和31年9月30日 小松市に編入 | 小松市                | 小松市 |
| 能 美 郡 | 布橋村                    | 布橋村                     | 布橋村                                  | 布橋村                 | 西尾村                     | 西尾村                                | 西尾村                      | 西尾村                               | 昭和31年9月30日 小松市に編入 | 小松市                | 小松市 |
| 能 美 郡 | 沢村                      | 沢村                       | 沢村                                    | 沢村                   | 西尾村                     | 西尾村                                | 西尾村                      | 西尾村                               | 昭和31年9月30日 小松市に編入 | 小松市                | 小松市 |
| 能 美 郡 | 三ツ谷村                  | 三ツ谷村                   | 三ツ谷村                                | 三ツ谷村               | 西尾村                     | 西尾村                                | 西尾村                      | 西尾村                               | 昭和31年9月30日 小松市に編入 | 小松市                | 小松市 |
| 能 美 郡 | 松岡村                    | 松岡村                     | 松岡村                                  | 松岡村                 | 西尾村                     | 西尾村                                | 西尾村                      | 西尾村                               | 昭和31年9月30日 小松市に編入 | 小松市                | 小松市 |
| 能 美 郡 | 池城村                    | 池城村                     | 池城村                                  | 池城村                 | 西尾村                     | 西尾村                                | 西尾村                      | 西尾村                               | 昭和31年9月30日 小松市に編入 | 小松市                | 小松市 |
| 能 美 郡 | 岩上村                    | 岩上村                     | 岩上村                                  | 岩上村                 | 西尾村                     | 西尾村                                | 西尾村                      | 西尾村                               | 昭和31年9月30日 小松市に編入 | 小松市                | 小松市 |
| 能 美 郡 | 尾小屋村                  | 尾小屋村                   | 尾小屋村                                | 尾小屋村               | 西尾村                     | 西尾村                                | 西尾村                      | 西尾村                               | 昭和31年9月30日 小松市に編入 | 小松市                | 小松市 |
| 能 美 郡 | 西俣村                    | 西俣村                     | 西俣村                                  | 西俣村                 | 西尾村                     | 西尾村                                | 西尾村                      | 西尾村                               | 昭和31年9月30日 小松市に編入 | 小松市                | 小松市 |
| 能 美 郡 | 観音下村                  | 観音下村                   | 観音下村                                | 観音下村               | 西尾村                     | 西尾村                                | 西尾村                      | 西尾村                               | 昭和31年9月30日 小松市に編入 | 小松市                | 小松市 |
| 能 美 郡 | 波佐羅村                  | 波佐羅村                   | 波佐羅村                                | 波佐羅村               | 西尾村                     | 西尾村                                | 西尾村                      | 西尾村                               | 昭和31年9月30日 小松市に編入 | 小松市                | 小松市 |
| 能 美 郡 | 金平村                    | 金平村                     | 金平村                                  | 金平村                 | 金野村                     | 金野村                                | 金野村                      | 金野村                               | 昭和31年9月30日 小松市に編入 | 小松市                | 小松市 |
| 能 美 郡 | 大野村                    | 大野村                     | 大野村                                  | 大野村                 | 金野村                     | 金野村                                | 金野村                      | 金野村                               | 昭和31年9月30日 小松市に編入 | 小松市                | 小松市 |
| 能 美 郡 | 花坂村                    | 花坂村                     | 花坂村                                  | 花坂村                 | 金野村                     | 金野村                                | 金野村                      | 金野村                               | 昭和31年9月30日 小松市に編入 | 小松市                | 小松市 |
| 能 美 郡 | 正蓮寺村                  | 正蓮寺村                   | 正蓮寺村                                | 正蓮寺村               | 金野村                     | 金野村                                | 金野村                      | 金野村                               | 昭和31年9月30日 小松市に編入 | 小松市                | 小松市 |
| 能 美 郡 | 五国寺村                  | 五国寺村                   | 五国寺村                                | 五国寺村               | 金野村                     | 金野村                                | 金野村                      | 金野村                               | 昭和31年9月30日 小松市に編入 | 小松市                | 小松市 |
| 能 美 郡 | 江指村                    | 江指村                     | 江指村                                  | 江指村                 | 金野村                     | 金野村                                | 金野村                      | 金野村                               | 昭和31年9月30日 小松市に編入 | 小松市                | 小松市 |
| 能 美 郡 | 大杉村                    | 大杉村                     | 大杉村                                  | 大杉村                 | 大杉村                     | 大杉村                                | 明治40年8月5日 大杉谷村     | 大杉谷村                             | 昭和31年9月30日 小松市に編入 | 小松市                | 小松市 |
| 能 美 郡 | 長谷村                    | 長谷村                     | 長谷村                                  | 長谷村                 | 瀬谷村                     | 瀬谷村                                | 明治40年8月5日 大杉谷村     | 大杉谷村                             | 昭和31年9月30日 小松市に編入 | 小松市                | 小松市 |
| 能 美 郡 | 波佐谷村                  | 波佐谷村                   | 波佐谷村                                | 波佐谷村               | 瀬谷村                     | 瀬谷村                                | 明治40年8月5日 大杉谷村     | 大杉谷村                             | 昭和31年9月30日 小松市に編入 | 小松市                | 小松市 |
| 能 美 郡 | 瀬領村                    | 瀬領村                     | 瀬領村                                  | 瀬領村                 | 瀬谷村                     | 瀬谷村                                | 明治40年8月5日 大杉谷村     | 大杉谷村                             | 昭和31年9月30日 小松市に編入 | 小松市                | 小松市 |
| 能 美 郡 | 打木村                    | 打木村                     | 打木村                                  | 打木村                 | 瀬谷村                     | 瀬谷村                                | 明治40年8月5日 大杉谷村     | 大杉谷村                             | 昭和31年9月30日 小松市に編入 | 小松市                | 小松市 |
| 能 美 郡 | 上リ江村                  | 上リ江村                   | 上リ江村                                | 上リ江村               | 瀬谷村                     | 瀬谷村                                | 明治40年8月5日 大杉谷村     | 大杉谷村                             | 昭和31年9月30日 小松市に編入 | 小松市                | 小松市 |
| 能 美 郡 | 赤瀬村                    | 赤瀬村                     | 赤瀬村                                  | 赤瀬村                 | 瀬谷村                     | 瀬谷村                                | 明治40年8月5日 大杉谷村     | 大杉谷村                             | 昭和31年9月30日 小松市に編入 | 小松市                | 小松市 |
| 能 美 郡 | 古浜村                    | 古浜村                     | 古浜村                                  | 古浜村                 | 古河村                     | 古河村                                | 明治40年8月5日 国府村       | 国府村                               | 昭和31年9月30日 小松市に編入 | 小松市                | 小松市 |
| 能 美 郡 | 国府村                    | 国府村                     | 国府村                                  | 明治8年 古府村         | 古河村                     | 古河村                                | 明治40年8月5日 国府村       | 国府村                               | 昭和31年9月30日 小松市に編入 | 小松市                | 小松市 |
| 能 美 郡 | 埴田村                    | 埴田村                     | 埴田村                                  | 明治8年 古府村         | 古河村                     | 古河村                                | 明治40年8月5日 国府村       | 国府村                               | 昭和31年9月30日 小松市に編入 | 小松市                | 小松市 |
| 能 美 郡 | 小野村                    | 小野村                     | 小野村                                  | 小野村                 | 古河村                     | 古河村                                | 明治40年8月5日 国府村       | 国府村                               | 昭和31年9月30日 小松市に編入 | 小松市                | 小松市 |
| 能 美 郡 | 河田村                    | 河田村                     | 河田村                                  | 河田村                 | 古河村                     | 古河村                                | 明治40年8月5日 国府村       | 国府村                               | 昭和31年9月30日 小松市に編入 | 小松市                | 小松市 |
| 能 美 郡 | 下八里村                  | 下八里村                   | 下八里村                                | 下八里村               | 里川村                     | 里川村                                | 明治40年8月5日 国府村       | 国府村                               | 昭和31年9月30日 小松市に編入 | 小松市                | 小松市 |
| 能 美 郡 | 上八里村                  | 上八里村                   | 上八里村                                | 上八里村               | 里川村                     | 里川村                                | 明治40年8月5日 国府村       | 国府村                               | 昭和31年9月30日 小松市に編入 | 小松市                | 小松市 |
| 能 美 郡 | 盲谷村                    | 盲谷村                     | 盲谷村                                  | 盲谷村                 | 里川村                     | 里川村                                | 明治40年8月5日 国府村       | 国府村                               | 昭和31年9月30日 小松市に編入 | 小松市                | 小松市 |
| 能 美 郡 | 鵜川村                    | 鵜川村                     | 鵜川村                                  | 鵜川村                 | 里川村                     | 里川村                                | 明治40年8月5日 国府村       | 国府村                               | 昭和31年9月30日 小松市に編入 | 小松市                | 小松市 |
| 能 美 郡 | 遊泉寺村                  | 遊泉寺村                   | 遊泉寺村                                | 遊泉寺村               | 里川村                     | 里川村                                | 明治40年8月5日 国府村       | 国府村                               | 昭和31年9月30日 小松市に編入 | 小松市                | 小松市 |
| 能 美 郡 | 立明寺村                  | 立明寺村                   | 立明寺村                                | 立明寺村               | 里川村                     | 里川村                                | 明治40年8月5日 国府村       | 国府村                               | 昭和31年9月30日 小松市に編入 | 小松市                | 小松市 |
| 能 美 郡 | 仏大寺村                  | 仏大寺村                   | 仏大寺村                                | 仏大寺村               | 里川村                     | 里川村                                | 明治40年8月5日 国府村       | 国府村                               | 昭和31年9月30日 辰口町       | 平成17年2月1日 能美市 | 能美市 |
| 能 美 郡 | 坪野村                    | 坪野村                     | 坪野村                                  | 坪野村                 | 国造村                     | 国造村                                | 明治40年8月5日 国府村       | 国府村                               | 昭和31年9月30日 辰口町       | 平成17年2月1日 能美市 | 能美市 |
| 能 美 郡 | 金剛寺村                  | 金剛寺村                   | 金剛寺村                                | 金剛寺村               | 国造村                     | 国造村                                | 明治40年8月5日 国府村       | 国府村                               | 昭和31年9月30日 辰口町       | 平成17年2月1日 能美市 | 能美市 |
| 能 美 郡 | 館村                      | 館村                       | 館村                                    | 館村                   | 国造村                     | 国造村                                | 明治40年8月5日 国府村       | 国府村                               | 昭和31年9月30日 辰口町       | 平成17年2月1日 能美市 | 能美市 |
| 能 美 郡 | 鍋谷村                    | 鍋谷村                     | 鍋谷村                                  | 鍋谷村                 | 国造村                     | 国造村                                | 明治40年8月5日 国府村       | 国府村                               | 昭和31年9月30日 辰口町       | 平成17年2月1日 能美市 | 能美市 |
| 能 美 郡 | 和気村                    | 和気村                     | 和気村                                  | 和気村                 | 国造村                     | 国造村                                | 明治40年8月5日 国府村       | 国府村                               | 昭和31年9月30日 辰口町       | 平成17年2月1日 能美市 | 能美市 |
| 能 美 郡 | 寺畠村                    | 寺畠村                     | 寺畠村                                  | 寺畠村                 | 国造村                     | 国造村                                | 明治40年8月5日 国府村       | 国府村                               | 昭和31年9月30日 辰口町       | 平成17年2月1日 能美市 | 能美市 |
| 能 美 郡 | 山田村                    | 山田村                     | 山田村                                  | 山田村                 | 山口村                     | 山口村                                | 明治40年8月5日 山上村       | 山上村                               | 昭和31年9月30日 辰口町       | 平成17年2月1日 能美市 | 能美市 |
| 能 美 郡 | 三ツ屋村                  | 三ツ屋村                   | 三ツ屋村                                | 三ツ屋村               | 山口村                     | 山口村                                | 明治40年8月5日 山上村       | 山上村                               | 昭和31年9月30日 辰口町       | 平成17年2月1日 能美市 | 能美市 |
| 能 美 郡 | 辰口村                    | 辰口村                     | 辰口村                                  | 辰口村                 | 山口村                     | 山口村                                | 明治40年8月5日 山上村       | 山上村                               | 昭和31年9月30日 辰口町       | 平成17年2月1日 能美市 | 能美市 |
| 能 美 郡 | 倉重村                    | 倉重村                     | 倉重村                                  | 倉重村                 | 山口村                     | 山口村                                | 明治40年8月5日 山上村       | 山上村                               | 昭和31年9月30日 辰口町       | 平成17年2月1日 能美市 | 能美市 |
| 能 美 郡 | 出口村                    | 出口村                     | 出口村                                  | 出口村                 | 山口村                     | 山口村                                | 明治40年8月5日 山上村       | 山上村                               | 昭和31年9月30日 辰口町       | 平成17年2月1日 能美市 | 能美市 |
| 能 美 郡 | 上開発村                  | 上開発村                   | 上開発村                                | 上開発村               | 山口村                     | 山口村                                | 明治40年8月5日 山上村       | 山上村                               | 昭和31年9月30日 辰口町       | 平成17年2月1日 能美市 | 能美市 |
| 能 美 郡 | 下開発村                  | 下開発村                   | 下開発村                                | 下開発村               | 山口村                     | 山口村                                | 明治40年8月5日 山上村       | 山上村                               | 昭和31年9月30日 辰口町       | 平成17年2月1日 能美市 | 能美市 |
| 能 美 郡 | 湯屋村                    | 湯屋村                     | 湯屋村                                  | 湯屋村                 | 山口村                     | 山口村                                | 明治40年8月5日 山上村       | 山上村                               | 昭和31年9月30日 辰口町       | 平成17年2月1日 能美市 | 能美市 |
| 能 美 郡 | 徳山村                    | 徳山村                     | 徳山村                                  | 徳山村                 | 山口村                     | 山口村                                | 明治40年8月5日 山上村       | 山上村                               | 昭和31年9月30日 辰口町       | 平成17年2月1日 能美市 | 能美市 |
| 能 美 郡 | 火釜村                    | 火釜村                     | 火釜村                                  | 火釜村                 | 山口村                     | 山口村                                | 明治40年8月5日 山上村       | 山上村                               | 昭和31年9月30日 辰口町       | 平成17年2月1日 能美市 | 能美市 |
| 能 美 郡 | 来丸村                    | 来丸村                     | 来丸村                                  | 来丸村                 | 山口村                     | 山口村                                | 明治40年8月5日 山上村       | 山上村                               | 昭和31年9月30日 辰口町       | 平成17年2月1日 能美市 | 能美市 |
| 能 美 郡 | 和佐谷村                  | 和佐谷村                   | 和佐谷村                                | 和佐谷村               | 宮内村                     | 宮内村                                | 明治40年8月5日 山上村       | 山上村                               | 昭和31年9月30日 辰口町       | 平成17年2月1日 能美市 | 能美市 |
| 能 美 郡 | 岩本村                    | 岩本村                     | 岩本村                                  | 岩本村                 | 宮内村                     | 宮内村                                | 明治40年8月5日 山上村       | 山上村                               | 昭和31年9月30日 辰口町       | 平成17年2月1日 能美市 | 能美市 |
| 能 美 郡 | 灯台笹村 ［藤蔵島を除く］ | 灯台笹村                   | 灯台笹村                                | 灯台笹村               | 宮内村                     | 宮内村                                | 明治40年8月5日 山上村       | 山上村                               | 昭和31年9月30日 辰口町       | 平成17年2月1日 能美市 | 能美市 |
| 能 美 郡 | 宮竹村                    | 宮竹村                     | 宮竹村                                  | 宮竹村                 | 宮内村                     | 宮内村                                | 明治40年8月5日 山上村       | 山上村                               | 昭和31年9月30日 辰口町       | 平成17年2月1日 能美市 | 能美市 |
| 能 美 郡 | 大口村                    | 大口村                     | 大口村                                  | 大口村                 | 宮内村                     | 宮内村                                | 明治40年8月5日 山上村       | 山上村                               | 昭和31年9月30日 辰口町       | 平成17年2月1日 能美市 | 能美市 |
| 能 美 郡 | 岩内村                    | 岩内村                     | 岩内村                                  | 岩内村                 | 宮内村                     | 宮内村                                | 明治40年8月5日 山上村       | 山上村                               | 昭和31年9月30日 辰口町       | 平成17年2月1日 能美市 | 能美市 |
| 能 美 郡 | 三ツ口村                  | 三ツ口村                   | 三ツ口村                                | 三ツ口村               | 宮内村                     | 宮内村                                | 明治40年8月5日 山上村       | 山上村                               | 昭和31年9月30日 辰口町       | 平成17年2月1日 能美市 | 能美市 |
| 能 美 郡 | 長滝村                    | 長滝村                     | 長滝村                                  | 長滝村                 | 宮内村                     | 宮内村                                | 明治40年8月5日 山上村       | 山上村                               | 昭和31年9月30日 辰口町       | 平成17年2月1日 能美市 | 能美市 |
| 能 美 郡 | 莇生村                    | 莇生村                     | 莇生村                                  | 莇生村                 | 宮内村                     | 宮内村                                | 明治40年8月5日 山上村       | 山上村                               | 昭和31年9月30日 辰口町       | 平成17年2月1日 能美市 | 能美市 |
| 能 美 郡 | 北市村                    | 北市村                     | 北市村                                  | 北市村                 | 久常村                     | 久常村                                | 久常村                      | 久常村                               | 昭和31年9月30日 辰口町       | 平成17年2月1日 能美市 | 能美市 |
| 能 美 郡 | 徳久村                    | 徳久村                     | 徳久村                                  | 徳久村                 | 久常村                     | 久常村                                | 久常村                      | 久常村                               | 昭和31年9月30日 辰口町       | 平成17年2月1日 能美市 | 能美市 |
| 能 美 郡 | 上清水村                  | 上清水村                   | 上清水村                                | 上清水村               | 久常村                     | 久常村                                | 久常村                      | 久常村                               | 昭和31年9月30日 辰口町       | 平成17年2月1日 能美市 | 能美市 |
| 能 美 郡 | 下清水村                  | 下清水村                   | 下清水村                                | 下清水村               | 久常村                     | 久常村                                | 久常村                      | 久常村                               | 昭和31年9月30日 辰口町       | 平成17年2月1日 能美市 | 能美市 |
| 能 美 郡 | 高座村                    | 高座村                     | 高座村                                  | 高座村                 | 久常村                     | 久常村                                | 久常村                      | 久常村                               | 昭和31年9月30日 辰口町       | 平成17年2月1日 能美市 | 能美市 |
| 能 美 郡 | 秋常村                    | 秋常村                     | 秋常村                                  | 秋常村                 | 久常村                     | 久常村                                | 久常村                      | 久常村                               | 昭和31年9月30日 辰口町       | 平成17年2月1日 能美市 | 能美市 |
| 能 美 郡 | 末寺村                    | 末寺村                     | 末寺村                                  | 末寺村                 | 久常村                     | 久常村                                | 久常村                      | 久常村                               | 昭和31年9月30日 寺井町       | 平成17年2月1日 能美市 | 能美市 |
| 能 美 郡 | 河原新保村                | 河原新保村                 | 河原新保村                              | 河原新保村             | 久常村                     | 久常村                                | 久常村                      | 久常村                               | 昭和31年9月30日 寺井町       | 平成17年2月1日 能美市 | 能美市 |
| 能 美 郡 | 寺井村                    | 寺井村                     | 寺井村                                  | 寺井村                 | 寺井村                     | 寺井村                                | 明治40年8月5日 寺井野村     | 大正15年6月1日 町制 寺井野町         | 昭和31年9月30日 寺井町       | 平成17年2月1日 能美市 | 能美市 |
| 能 美 郡 | 牛島村                    | 牛島村                     | 牛島村                                  | 牛島村                 | 長野村                     | 長野村                                | 明治40年8月5日 寺井野村     | 大正15年6月1日 町制 寺井野町         | 昭和31年9月30日 寺井町       | 平成17年2月1日 能美市 | 能美市 |
| 能 美 郡 | 末信村                    | 末信村                     | 末信村                                  | 末信村                 | 長野村                     | 長野村                                | 明治40年8月5日 寺井野村     | 大正15年6月1日 町制 寺井野町         | 昭和31年9月30日 寺井町       | 平成17年2月1日 能美市 | 能美市 |
| 能 美 郡 | 大長野村                  | 大長野村                   | 大長野村                                | 大長野村               | 長野村                     | 長野村                                | 明治40年8月5日 寺井野村     | 大正15年6月1日 町制 寺井野町         | 昭和31年9月30日 寺井町       | 平成17年2月1日 能美市 | 能美市 |
| 能 美 郡 | 小杉村                    | 小杉村                     | 小杉村                                  | 小杉村                 | 長野村                     | 長野村                                | 明治40年8月5日 寺井野村     | 大正15年6月1日 町制 寺井野町         | 昭和31年9月30日 寺井町       | 平成17年2月1日 能美市 | 能美市 |
| 能 美 郡 | 小長野村                  | 小長野村                   | 小長野村                                | 小長野村               | 長野村                     | 長野村                                | 明治40年8月5日 寺井野村     | 大正15年6月1日 町制 寺井野町         | 昭和31年9月30日 寺井町       | 平成17年2月1日 能美市 | 能美市 |
| 能 美 郡 | 湯谷村                    | 湯谷村                     | 湯谷村                                  | 湯谷村                 | 湯野村                     | 湯野村                                | 明治40年8月5日 寺井野村     | 大正15年6月1日 町制 寺井野町         | 昭和31年9月30日 寺井町       | 平成17年2月1日 能美市 | 能美市 |
| 能 美 郡 | 石子村                    | 石子村                     | 石子村                                  | 石子村                 | 湯野村                     | 湯野村                                | 明治40年8月5日 寺井野村     | 大正15年6月1日 町制 寺井野町         | 昭和31年9月30日 寺井町       | 平成17年2月1日 能美市 | 能美市 |
| 能 美 郡 | 和田村                    | 和田村                     | 和田村                                  | 和田村                 | 湯野村                     | 湯野村                                | 明治40年8月5日 寺井野村     | 大正15年6月1日 町制 寺井野町         | 昭和31年9月30日 寺井町       | 平成17年2月1日 能美市 | 能美市 |
| 能 美 郡 | 佐野村                    | 佐野村                     | 佐野村                                  | 佐野村                 | 湯野村                     | 湯野村                                | 明治40年8月5日 寺井野村     | 大正15年6月1日 町制 寺井野町         | 昭和31年9月30日 寺井町       | 平成17年2月1日 能美市 | 能美市 |
| 能 美 郡 | 粟生村                    | 粟生村                     | 粟生村                                  | 粟生村                 | 粟生村                     | 粟生村                                | 粟生村                      | 粟生村                               | 昭和31年9月30日 寺井町       | 平成17年2月1日 能美市 | 能美市 |
| 能 美 郡 | 三道山村                  | 三道山村                   | 三道山村                                | 三道山村               | 粟生村                     | 明治24年11月21日 吉田村               | 吉田村                      | 吉田村                               | 昭和31年9月30日 寺井町       | 平成17年2月1日 能美市 | 能美市 |
| 能 美 郡 | 東任田村                  | 東任田村                   | 東任田村                                | 東任田村               | 粟生村                     | 明治24年11月21日 吉田村               | 吉田村                      | 吉田村                               | 昭和31年9月30日 寺井町       | 平成17年2月1日 能美市 | 能美市 |
| 能 美 郡 | 吉光村                    | 吉光村                     | 吉光村                                  | 吉光村                 | 粟生村                     | 明治24年11月21日 吉田村               | 吉田村                      | 吉田村                               | 昭和31年9月30日 寺井町       | 平成17年2月1日 能美市 | 能美市 |
| 能 美 郡 | 西任田村                  | 西任田村                   | 西任田村                                | 西任田村               | 粟生村                     | 明治24年11月21日 吉田村               | 吉田村                      | 吉田村                               | 昭和31年9月30日 根上町に編入 | 平成17年2月1日 能美市 | 能美市 |
| 能 美 郡 | 赤井村                    | 赤井村                     | 赤井村                                  | 赤井村                 | 粟生村                     | 明治24年11月21日 吉田村               | 吉田村                      | 吉田村                               | 昭和31年9月30日 根上町に編入 | 平成17年2月1日 能美市 | 能美市 |
| 能 美 郡 | 吉原村                    | 吉原村                     | 吉原村                                  | 吉原村                 | 湊村                       | 明治24年11月21日 吉田村               | 吉田村                      | 吉田村                               | 昭和31年9月30日 根上町に編入 | 平成17年2月1日 能美市 | 能美市 |
| 能 美 郡 | 湊村                      | 明治2年 石川郡美川町の一部 | 明治4年 分立 湊村                       | 湊村                   | 湊村                       | 湊村                                  | 湊村                        | 昭和29年11月1日 石川郡美川町の一部   | 湊村                         | 平成17年2月1日 白山市 | 白山市 |
| 能 美 郡 | 尾添村                    | 尾添村                     | 尾添村                                  | 尾添村                 | 尾口村                     | 尾口村                                | 尾口村                      | 昭和24年6月1日 所属変更 石川郡尾口村 | 尾口村                       | 平成17年2月1日 白山市 | 白山市 |
| 能 美 郡 | 荒谷村                    | 荒谷村                     | 荒谷村                                  | 明治16年 改称 東荒谷村 | 尾口村                     | 尾口村                                | 尾口村                      | 昭和24年6月1日 所属変更 石川郡尾口村 | 尾口村                       | 平成17年2月1日 白山市 | 白山市 |
| 大 野 郡 | 二口村                    | 二口村                     | 明治5年11月17日 所属変更 能美郡二口村   | 明治16年 改称 東二口村 | 尾口村                     | 尾口村                                | 尾口村                      | 昭和24年6月1日 所属変更 石川郡尾口村 | 尾口村                       | 平成17年2月1日 白山市 | 白山市 |
| 大 野 郡 | 女原村                    | 女原村                     | 明治5年11月17日 所属変更 能美郡女原村   | 女原村                 | 尾口村                     | 尾口村                                | 尾口村                      | 昭和24年6月1日 所属変更 石川郡尾口村 | 尾口村                       | 平成17年2月1日 白山市 | 白山市 |
| 大 野 郡 | 瀬戸村                    | 瀬戸村                     | 明治5年11月17日 所属変更 能美郡瀬戸村   | 瀬戸村                 | 尾口村                     | 尾口村                                | 尾口村                      | 昭和24年6月1日 所属変更 石川郡尾口村 | 尾口村                       | 平成17年2月1日 白山市 | 白山市 |
| 大 野 郡 | 五味島村                  | 五味島村                   | 明治5年11月17日 所属変更 能美郡五味島村 | 五味島村               | 尾口村                     | 尾口村                                | 尾口村                      | 昭和24年6月1日 所属変更 石川郡尾口村 | 尾口村                       | 平成17年2月1日 白山市 | 白山市 |
| 大 野 郡 | 釜谷村                    | 釜谷村                     | 明治5年11月17日 所属変更 能美郡釜谷村   | 釜谷村                 | 尾口村                     | 尾口村                                | 尾口村                      | 昭和24年6月1日 所属変更 石川郡尾口村 | 尾口村                       | 平成17年2月1日 白山市 | 白山市 |
| 大 野 郡 | 鴇ヶ谷村                  | 鴇ヶ谷村                   | 明治5年11月17日 所属変更 能美郡鴇ヶ谷村 | 鴇ヶ谷村               | 尾口村                     | 尾口村                                | 尾口村                      | 昭和24年6月1日 所属変更 石川郡尾口村 | 尾口村                       | 平成17年2月1日 白山市 | 白山市 |
| 大 野 郡 | 深瀬村                    | 深瀬村                     | 明治5年11月17日 所属変更 能美郡深瀬村   | 深瀬村                 | 尾口村                     | 尾口村                                | 尾口村                      | 昭和24年6月1日 所属変更 石川郡尾口村 | 尾口村                       | 平成17年2月1日 白山市 | 白山市 |
| 大 野 郡 | 牛首村                    | 牛首村                     | 明治5年11月17日 所属変更 能美郡牛首村   | 明治9年 白峰村         | 白峰村                     | 白峰村                                | 白峰村                      | 昭和24年6月1日 所属変更 石川郡白峰村 | 白峰村                       | 平成17年2月1日 白山市 | 白山市 |
| 大 野 郡 | 風嵐村                    | 風嵐村                     | 明治5年11月17日 所属変更 能美郡風嵐村   | 明治9年 白峰村         | 白峰村                     | 白峰村                                | 白峰村                      | 昭和24年6月1日 所属変更 石川郡白峰村 | 白峰村                       | 平成17年2月1日 白山市 | 白山市 |
| 大 野 郡 | 島村                      | 島村                       | 明治5年11月17日 所属変更 能美郡島村     | 明治15年 改称 桑島村   | 白峰村                     | 白峰村                                | 白峰村                      | 昭和24年6月1日 所属変更 石川郡白峰村 | 白峰村                       | 平成17年2月1日 白山市 | 白山市 |
| 大 野 郡 | 下田原村                  | 下田原村                   | 明治5年11月17日 所属変更 能美郡下田原村 | 下田原村               | 白峰村                     | 白峰村                                | 白峰村                      | 昭和24年6月1日 所属変更 石川郡白峰村 | 白峰村                       | 平成17年2月1日 白山市 | 白山市 |
| 能 美 郡 | 別宮村                    | 別宮村                     | 別宮村                                  | 別宮村                 | 別宮村                     | 別宮村                                | 明治40年8月5日 鳥越村       | 昭和24年6月1日 所属変更 石川郡鳥越村 | 鳥越村                       | 平成17年2月1日 白山市 | 白山市 |
| 能 美 郡 | 別宮出村                  | 別宮出村                   | 別宮出村                                | 別宮出村               | 別宮村                     | 別宮村                                | 明治40年8月5日 鳥越村       | 昭和24年6月1日 所属変更 石川郡鳥越村 | 鳥越村                       | 平成17年2月1日 白山市 | 白山市 |
| 能 美 郡 | 杉森村                    | 杉森村                     | 杉森村                                  | 杉森村                 | 別宮村                     | 別宮村                                | 明治40年8月5日 鳥越村       | 昭和24年6月1日 所属変更 石川郡鳥越村 | 鳥越村                       | 平成17年2月1日 白山市 | 白山市 |
| 能 美 郡 | 相滝村                    | 相滝村                     | 相滝村                                  | 相滝村                 | 別宮村                     | 別宮村                                | 明治40年8月5日 鳥越村       | 昭和24年6月1日 所属変更 石川郡鳥越村 | 鳥越村                       | 平成17年2月1日 白山市 | 白山市 |
| 能 美 郡 | 柳原村                    | 柳原村                     | 柳原村                                  | 柳原村                 | 別宮村                     | 別宮村                                | 明治40年8月5日 鳥越村       | 昭和24年6月1日 所属変更 石川郡鳥越村 | 鳥越村                       | 平成17年2月1日 白山市 | 白山市 |
| 能 美 郡 | 五十谷村                  | 五十谷村                   | 五十谷村                                | 五十谷村               | 別宮村                     | 別宮村                                | 明治40年8月5日 鳥越村       | 昭和24年6月1日 所属変更 石川郡鳥越村 | 鳥越村                       | 平成17年2月1日 白山市 | 白山市 |
| 能 美 郡 | 野地村                    | 野地村                     | 野地村                                  | 野地村                 | 別宮村                     | 別宮村                                | 明治40年8月5日 鳥越村       | 昭和24年6月1日 所属変更 石川郡鳥越村 | 鳥越村                       | 平成17年2月1日 白山市 | 白山市 |
| 能 美 郡 | 渡津村                    | 渡津村                     | 渡津村                                  | 渡津村                 | 別宮村                     | 別宮村                                | 明治40年8月5日 鳥越村       | 昭和24年6月1日 所属変更 石川郡鳥越村 | 鳥越村                       | 平成17年2月1日 白山市 | 白山市 |
| 能 美 郡 | 左礫村                    | 左礫村                     | 左礫村                                  | 左礫村                 | 別宮村                     | 別宮村                                | 明治40年8月5日 鳥越村       | 昭和24年6月1日 所属変更 石川郡鳥越村 | 鳥越村                       | 平成17年2月1日 白山市 | 白山市 |
| 能 美 郡 | 三ツ瀬村                  | 三ツ瀬村                   | 三ツ瀬村                                | 三ツ瀬村               | 別宮村                     | 別宮村                                | 明治40年8月5日 鳥越村       | 昭和24年6月1日 所属変更 石川郡鳥越村 | 鳥越村                       | 平成17年2月1日 白山市 | 白山市 |
| 能 美 郡 | 数瀬村                    | 数瀬村                     | 数瀬村                                  | 数瀬村                 | 別宮村                     | 別宮村                                | 明治40年8月5日 鳥越村       | 昭和24年6月1日 所属変更 石川郡鳥越村 | 鳥越村                       | 平成17年2月1日 白山市 | 白山市 |
| 能 美 郡 | 阿手村                    | 阿手村                     | 阿手村                                  | 阿手村                 | 別宮村                     | 別宮村                                | 明治40年8月5日 鳥越村       | 昭和24年6月1日 所属変更 石川郡鳥越村 | 鳥越村                       | 平成17年2月1日 白山市 | 白山市 |
| 能 美 郡 | 神子清水村                | 神子清水村                 | 神子清水村                              | 神子清水村             | 別宮村                     | 別宮村                                | 明治40年8月5日 鳥越村       | 昭和24年6月1日 所属変更 石川郡鳥越村 | 鳥越村                       | 平成17年2月1日 白山市 | 白山市 |
| 能 美 郡 | 広瀬村                    | 広瀬村                     | 広瀬村                                  | 広瀬村                 | 河野村                     | 河野村                                | 明治40年8月5日 鳥越村       | 昭和24年6月1日 所属変更 石川郡鳥越村 | 鳥越村                       | 平成17年2月1日 白山市 | 白山市 |
| 能 美 郡 | 瀬木野村                  | 瀬木野村                   | 瀬木野村                                | 瀬木野村               | 河野村                     | 河野村                                | 明治40年8月5日 鳥越村       | 昭和24年6月1日 所属変更 石川郡鳥越村 | 鳥越村                       | 平成17年2月1日 白山市 | 白山市 |
| 能 美 郡 | 河合村                    | 河合村                     | 河合村                                  | 河合村                 | 河野村                     | 河野村                                | 明治40年8月5日 鳥越村       | 昭和24年6月1日 所属変更 石川郡鳥越村 | 鳥越村                       | 平成17年2月1日 白山市 | 白山市 |
| 能 美 郡 | 若原村                    | 若原村                     | 若原村                                  | 若原村                 | 河野村                     | 河野村                                | 明治40年8月5日 鳥越村       | 昭和24年6月1日 所属変更 石川郡鳥越村 | 鳥越村                       | 平成17年2月1日 白山市 | 白山市 |
| 能 美 郡 | 下野村                    | 下野村                     | 下野村                                  | 下野村                 | 河野村                     | 河野村                                | 明治40年8月5日 鳥越村       | 昭和24年6月1日 所属変更 石川郡鳥越村 | 鳥越村                       | 平成17年2月1日 白山市 | 白山市 |
| 能 美 郡 | 上野村                    | 上野村                     | 上野村                                  | 上野村                 | 河野村                     | 河野村                                | 明治40年8月5日 鳥越村       | 昭和24年6月1日 所属変更 石川郡鳥越村 | 鳥越村                       | 平成17年2月1日 白山市 | 白山市 |
| 能 美 郡 | 三坂村                    | 三坂村                     | 三坂村                                  | 三坂村                 | 河野村                     | 河野村                                | 明治40年8月5日 鳥越村       | 昭和24年6月1日 所属変更 石川郡鳥越村 | 鳥越村                       | 平成17年2月1日 白山市 | 白山市 |
| 能 美 郡 | 二曲村                    | 二曲村                     | 二曲村                                  | 明治8年 出合村         | 河野村                     | 河野村                                | 明治40年8月5日 鳥越村       | 昭和24年6月1日 所属変更 石川郡鳥越村 | 鳥越村                       | 平成17年2月1日 白山市 | 白山市 |
| 能 美 郡 | 清水村                    | 清水村                     | 清水村                                  | 明治8年 出合村         | 河野村                     | 河野村                                | 明治40年8月5日 鳥越村       | 昭和24年6月1日 所属変更 石川郡鳥越村 | 鳥越村                       | 平成17年2月1日 白山市 | 白山市 |
| 能 美 郡 | 釜清水村                  | 釜清水村                   | 釜清水村                                | 釜清水村               | 吉原村                     | 吉原村                                | 明治40年8月5日 鳥越村       | 昭和24年6月1日 所属変更 石川郡鳥越村 | 鳥越村                       | 平成17年2月1日 白山市 | 白山市 |
| 能 美 郡 | 下吉谷村                  | 下吉谷村                   | 下吉谷村                                | 下吉谷村               | 吉原村                     | 吉原村                                | 明治40年8月5日 鳥越村       | 昭和24年6月1日 所属変更 石川郡鳥越村 | 鳥越村                       | 平成17年2月1日 白山市 | 白山市 |
| 能 美 郡 | 上吉谷村                  | 上吉谷村                   | 上吉谷村                                | 上吉谷村               | 吉原村                     | 吉原村                                | 明治40年8月5日 鳥越村       | 昭和24年6月1日 所属変更 石川郡鳥越村 | 鳥越村                       | 平成17年2月1日 白山市 | 白山市 |
| 能 美 郡 | 西佐良村                  | 西佐良村                   | 西佐良村                                | 西佐良村               | 吉原村                     | 吉原村                                | 明治40年8月5日 鳥越村       | 昭和24年6月1日 所属変更 石川郡鳥越村 | 鳥越村                       | 平成17年2月1日 白山市 | 白山市 |
| 能 美 郡 | 三ツ屋野村                | 三ツ屋野村                 | 三ツ屋野村                              | 三ツ屋野村             | 吉原村                     | 吉原村                                | 明治40年8月5日 鳥越村       | 昭和24年6月1日 所属変更 石川郡鳥越村 | 鳥越村                       | 平成17年2月1日 白山市 | 白山市 |
| 能 美 郡 | 河原山村                  | 河原山村                   | 河原山村                                | 河原山村               | 吉原村                     | 吉原村                                | 明治40年8月5日 鳥越村       | 昭和24年6月1日 所属変更 石川郡鳥越村 | 鳥越村                       | 平成17年2月1日 白山市 | 白山市 |
| 能 美 郡 | 仏師ヶ野村                | 仏師ヶ野村                 | 仏師ヶ野村                              | 仏師ヶ野村             | 吉原村                     | 吉原村                                | 明治40年8月5日 鳥越村       | 昭和24年6月1日 所属変更 石川郡鳥越村 | 鳥越村                       | 平成17年2月1日 白山市 | 白山市 |
| 能 美 郡 | 出合島村                  | 出合島村                   | 出合島村                                | 出合島村               | 砂川村                     | 明治24年11月21日 石川郡比楽島村に編入 | 昭和9年7月15日 石川郡石川村 | 昭和29年11月3日 石川郡松任町         | 昭和45年10月10日 市制 松任市 | 平成17年2月1日 白山市 | 白山市 |
| 能 美 郡 | 与九郎島村                | 与九郎島村                 | 与九郎島村                              | 与九郎島村             | 砂川村                     | 砂川村                                | 明治40年8月5日 川北村       | 川北村                               | 昭和55年4月1日 町制 川北町   | 川北町                | 川北町 |
| 能 美 郡 | 田子島村                  | 田子島村                   | 田子島村                                | 田子島村               | 砂川村                     | 砂川村                                | 明治40年8月5日 川北村       | 川北村                               | 昭和55年4月1日 町制 川北町   | 川北町                | 川北町 |
| 能 美 郡 | 舟場島村                  | 舟場島村                   | 舟場島村                                | 舟場島村               | 砂川村                     | 砂川村                                | 明治40年8月5日 川北村       | 川北村                               | 昭和55年4月1日 町制 川北町   | 川北町                | 川北町 |
| 能 美 郡 | 橘村                      | 橘村                       | 橘村                                    | 橘村                   | 砂川村                     | 砂川村                                | 明治40年8月5日 川北村       | 川北村                               | 昭和55年4月1日 町制 川北町   | 川北町                | 川北町 |
| 能 美 郡 | 朝日村                    | 朝日村                     | 朝日村                                  | 明治9年 朝日村         | 砂川村                     | 砂川村                                | 明治40年8月5日 川北村       | 川北村                               | 昭和55年4月1日 町制 川北町   | 川北町                | 川北町 |
| 能 美 郡 | 向川原村                  | 向川原村                   | 向川原村                                | 明治9年 朝日村         | 砂川村                     | 砂川村                                | 明治40年8月5日 川北村       | 川北村                               | 昭和55年4月1日 町制 川北町   | 川北町                | 川北町 |
| 能 美 郡 | 下粟生村                  | 下粟生村                   | 下粟生村                                | 下粟生村               | 砂川村                     | 砂川村                                | 明治40年8月5日 川北村       | 川北村                               | 昭和55年4月1日 町制 川北町   | 川北町                | 川北町 |
| 能 美 郡 | 橘新村                    | 橘新村                     | 橘新村                                  | 橘新村                 | 砂川村                     | 砂川村                                | 明治40年8月5日 川北村       | 川北村                               | 昭和55年4月1日 町制 川北町   | 川北町                | 川北町 |
| 能 美 郡 | 久五郎島村                | 久五郎島村                 | 久五郎島村                              | 久五郎島村             | 砂川村                     | 砂川村                                | 明治40年8月5日 川北村       | 川北村                               | 昭和55年4月1日 町制 川北町   | 川北町                | 川北町 |
| 能 美 郡 | 灯台笹村 ［藤蔵島］       | 灯台笹村                   | 灯台笹村                                | 灯台笹村               | 中島村                     | 中島村                                | 明治40年8月5日 川北村       | 川北村                               | 昭和55年4月1日 町制 川北町   | 川北町                | 川北町 |
| 能 美 郡 | 三反田村                  | 三反田村                   | 三反田村                                | 三反田村               | 中島村                     | 中島村                                | 明治40年8月5日 川北村       | 川北村                               | 昭和55年4月1日 町制 川北町   | 川北町                | 川北町 |
| 能 美 郡 | 宮竹新村                  | 宮竹新村                   | 宮竹新村                                | 宮竹新村               | 中島村                     | 中島村                                | 明治40年8月5日 川北村       | 川北村                               | 昭和55年4月1日 町制 川北町   | 川北町                | 川北町 |
| 能 美 郡 | 土室村                    | 土室村                     | 土室村                                  | 土室村                 | 草深村                     | 草深村                                | 明治40年8月5日 川北村       | 川北村                               | 昭和55年4月1日 町制 川北町   | 川北町                | 川北町 |
| 能 美 郡 | 山田先出村                | 山田先出村                 | 山田先出村                              | 山田先出村             | 草深村                     | 草深村                                | 明治40年8月5日 川北村       | 川北村                               | 昭和55年4月1日 町制 川北町   | 川北町                | 川北町 |
| 能 美 郡 | 一ツ屋村                  | 一ツ屋村                   | 一ツ屋村                                | 一ツ屋村               | 草深村                     | 草深村                                | 明治40年8月5日 川北村       | 川北村                               | 昭和55年4月1日 町制 川北町   | 川北町                | 川北町 |

## 行政
| 代 | 氏名       | 就任                       | 退任                       | 前職               | 後職               |
| -- | ---------- | -------------------------- | -------------------------- | ------------------ | ------------------ |
| 1  | 中川忠良   | 不詳                       | 不詳                       | 石川県第十二大区長 | 不詳               |
| 2  | 加藤恒     | 1879年（明治12年）10月25日 | 1881年（明治14年）6月20日  | 石川県会議員       | 金沢区長           |
| 3  | 松平康保   | 1881年（明治14年）7月11日  | 1884年（明治17年）8月7日   | 石川県十四等出仕   | 依願免本官         |
| 4  | 杉村寛正   | 1884年（明治17年）8月7日   | 1890年（明治23年）5月9日   | 元石川県権参事     | 依願免本官         |
| 5  | 加藤鏆二   | 1890年（明治23年）5月9日   | 1890年（明治23年）12月27日 | 鹿島郡長           | 石川県参事官       |
| 6  | 安達敬之   | 1890年（明治23年）12月27日 | 1891年（明治24年）7月21日  | 石川郡長           | 依願免本官         |
| 7  | 大塚志良   | 1891年（明治24年）7月21日  | 1892年（明治25年）3月7日   | 江沼郡長           | 鹿島郡長           |
| 8  | 長野範亮   | 1892年（明治25年）3月7日   | 1892年（明治25年）7月27日  | 江沼郡長           | 非職               |
| 9  | 富田輝象   | 1892年（明治25年）7月27日  | 1893年（明治26年）8月12日  | 非職石川郡長       | 石川県尋常中学校長 |
| 10 | 稲垣義方   | 1893年（明治26年）8月12日  | 1896年（明治29年）10月2日  | 元金沢市長         | 鳳至郡長           |
| 11 | 川田茂通   | 1896年（明治29年）10月2日  | 1902年（明治35年）5月10日  | 三重県名賀郡長     | 三重県阿山郡長     |
| 12 | 沼崎甚三   | 1902年（明治35年）5月10日  | 1904年（明治37年）6月29日  | 休職千葉県安房郡長 | 死去               |
| 13 | 富田輝象   | 1904年（明治37年）7月26日  | 1914年（大正3年）3月9日    | 鹿島郡長           | 石川郡長           |
| 14 | 柴田是     | 1914年（大正3年）3月9日    | 1914年（大正3年）8月21日   | 鹿島郡長           | 石川郡長           |
| 15 | 山口信定   | 1914年（大正3年）8月21日   | 1915年（大正4年）7月1日    | 江沼郡長           | 鹿島郡長           |
| 16 | 関堂可一   | 1915年（大正4年）7月1日    | 1919年（大正8年）3月31日   | 河北郡長           | 石川郡長           |
| 17 | 小島勘重郎 | 1919年（大正8年）3月31日   | 1920年（大正9年）3月1日    | 石川郡長           | 死去               |
| 18 | 松本源祐   | 1920年（大正9年）3月25日   | 1924年（大正13年）9月2日   | 鳳至郡長           | 茨城県行方郡長     |
| 19 | 井村貞吉   | 1924年（大正13年）9月2日   | 1926年（大正15年）7月1日   | 鹿島郡長           | 廃官               |